# Остаться в живых (сезон 1)
Первый сезон телесериала «Остаться в живых» транслировался в США и Канаде с 22 сентября 2004 по 25 мая 2005 года. Он повествует о 48 выживших с рейса 815 Oceanic Airlines, который рухнул на необитаемом острове где-то в южной части Тихого океана. В течение сезона люди на острове выясняют, что это необычный остров, и встречаются с разными опасностями.
В США и Канаде первый сезон транслировался по средам в 20:00. Также 27 апреля 2005 года в США и Канаде был показан дополнительный эпизод — Lost: The Journey. После окончания сезона в 2005 году было выпущено DVD-издание.
В России премьера первого сезона состоялась на Первом канале с 10 июля по 2 октября 2005 года по воскресеньям в 19:20.

## Команда
Сезон был снят компанией Touchstone Television (ныне ABC Studios), Bad Robot Production и Grass Skirt Production и был показан в США на канале ABC. Продюсерами сериала являются: создатель сериала Дж. Дж. Абрамс, сосоздатель Деймон Линделоф, Брайан Бёрк, Джек Бендер и Карлтон Кьюз с Джесси Александером и Джеффом Пинкнером, выступающих в качестве консультантов  исполнительных продюсеров. Сценаристами сериала являются Абрамс, Линделоф, Кьюз, Александер, Пинкнер, сопродюсер Дэвид Фьюри, продюсер Хавьер Грилло-Марксуа, продюсер Леонард Дик, продюсеры Эдвард Китсис и Адам Хоровиц, сопродюсер Дженнифер М. Джонсон и редактор Пол Дини. Некоторые серии первого сезона были написаны авторами совместно на внештатной основе. Режиссёрами в течение всего сезона были: Дж. Дж. Абрамс, Джек Бендер, Стивен Уильямс, Такер Гейтс, Грег Яйтанс и Кевин Хукс. Саундтрек сезона написал композитор Майкл Джаккино.

## Актёрский состав
Изначально создатели сериала планировали взять 14 новых актёров для участия в фильме. Навин Эндрюс сыграл солдата республиканской гвардии Саида Джарра. Эмили де Рэвин сыграла беременную австралийку Клэр Литтлтон. До середины сезона имя де Рэвин присутствовало в титрах только тех серий, где Клэр появлялась. Мэттью Фокс сыграл хирурга, руководителя группы выживших и героя Джека Шепарда. Хорхе Гарсиа сыграл Хьюго «Хёрли» Рейса — победителя лотереи. Мэгги Грейс сыграла Шеннон Рутерфорд, бывшую учительницу танцев, а Джош Холлоуэй — мошенника Джеймса «Сойера» Форда. Юнджин Ким сыграла Сун Квон, дочь богатого корейского бизнесмена и мафиози, а Дэниел Дэ Ким выступил в сериале как её муж, Джин Квон. Эванджелин Лилли сыграла беглянку Кейт Остин, а Доминик Монаган — рок-звезду — наркомана Чарли Пэйса. Гарольд Перрино стал строителем Майклом Доусоном, а актёр Малкольм Дэвид Келли сыграл его сына, Уолта Ллойда. Иэн Сомерхолдер сыграл Буна Карлайла, главного директора компании его матери по производству свадебных платьев и брата Шеннон. Терри О’Куинн сыграл таинственного Джона Локка.
К второстепенным героям относятся: Л. Скотт Колдуэлл как Роуз Нэдлер, Мира Фурлан как Даниэль Руссо, Фредрик Лене как Эдвард Марс, Уильям Мэйпотер как Итан Ром, Дэниел Робук как Лесли Арцт, Джон Терри как Кристиан Шепард, Кристиан Боуман как Стив Дженкинс, Бриттани Перрино как Мэри Джо, Зак Уорд как Марк Сильверман, Бет Бродерик как Дайан Янссен, Маккензи Астин как Том Бреннан, Мишель Артур как Мишель, Кимберли Джозеф как Синди Чендлер и Грег Гранберг как пилот Сет Норрис. Ана-Люсия Кортес, которую играет Мишель Родригес впервые появилась в этом сезоне, но больше всего мы узнали о ней именно во 2 сезоне.

## Премьера
Пилотный эпизод увидели 18,6 млн зрителей в среду в 20 часов 22 сентября 2004 года и предельно поднял рейтинг канала ABC впервые с 2000 года. Полностью первый сезон собрал у экранов более 18,38 млн американских зрителей.
Первый сезон был номинирован на 12 премий Эмми в 2005 году, но завоевал только 6 наград: «Лучший кастинг в драматическом сериале», «Лучший режиссёр в драматическом сериале», «Лучший саундтрек», «Лучший драматический сериал», «Лучшие спецэффекты для сериала» и «Лучшая съёмка драматического сериала». Актёры Терри О’Куинн и Навин Эндрюс получили номинации «Лучший актёр в драматическом фильме».

## Список серий
| № общий | № в сезоне | Название                                                                                    | Режиссёр       | Автор сценария                                                                                        | Центр. персонаж | Дата премьеры    | Зрители в США (млн) |
| --- | ---------- | ------------------------------------------------------------------------------------------- | -------------- | --- | --------------- | ---------------- | ------------------- |
| 1 | 1          | «Pilot (Part 1)» «Таинственный остров — Часть 1»                                            | Дж. Дж. Абрамс | Сюжет : Джеффри Либер, Деймон Линделоф, Дж. Дж. Абрамс Телесценарий : Дж. Дж. Абрамс, Деймон Линделоф | Джек            | 22 сентября 2004 | 18.65               |
| Самолёт авиакомпании Oceanic Airlines, следующий рейсом 815 из Сиднея в Лос-Анджелес, потерпел аварию и упал на необитаемый остров. В первую ночь 48 выживших услышали в джунглях загадочный рёв. Наутро Джек, Кейт и Чарли нашли трансивер в кабине самолёта.                  |            |                                                                                             |                | |                 |                  |                     |
| 2 | 2          | «Pilot (Part 2)» «Таинственный остров — Часть 2»                                            | Дж. Дж. Абрамс | Сюжет : Джеффри Либер, Деймон Линделоф, Дж. Дж. Абрамс Телесценарий : Дж. Дж. Абрамс, Деймон Линделоф | Кейт и Чарли    | 29 сентября 2004 | 17.00               |
| Саид починил трансивер, попытался отправить сигнал бедствия и засек таинственное послание по-французски. Сойер застрелил в джунглях белого медведя. |            |                                                                                             |                | |                 |                  |                     |
| 3 | 3          | «Tabula Rasa» «С чистого листа»                                                             | Джек Бендер    | Деймон Линделоф                                                                                       | Кейт            | 6 октября 2004   | 16.54               |
| Оказывая медицинскую помощь приставу, Джек случайно узнал о прошлом Кейт. Майкл запретил Уолту общаться с Локком. Кейт вспоминала события, которые случились с ней в Австралии.                                                                                                 |            |                                                                                             |                | |                 |                  |                     |
| 4 | 4          | «Walkabout» «Поход»                                                                         | Джек Бендер    | Дэвид Фьюри                                                                                           | Локк            | 13 октября 2004  | 18.16               |
| Когда запасы еды в лагере подошли к концу, Локк вызвался убить кабана. Клер и Саид решили прочитать поминальную речь в честь погибших. Локк вспоминал события, которые привели его в Австралию.                                                                                 |            |                                                                                             |                | |                 |                  |                     |
| 5 | 5          | «White Rabbit» «Белый кролик»                                                               | Кевин Хукс     | Кристиан Тейлор                                                                                       | Джек            | 20 октября 2004  | 16.82               |
| Джек, которому явился призрак отца, нашёл в лесу пресную воду и безопасные пещеры. Также он вспоминал, как отправился в Австралию на поиски отца. |            |                                                                                             |                | |                 |                  |                     |
| 6 | 6          | «House of the Rising Sun» «Дом восходящего солнца»                                          | Майкл Цинберг  | Хавьер Грилло-Марксуа                                                                                 | Сун             | 27 октября 2004  | 16.83               |
| Джин избил Майкла, а Сун призналась ему, что знает английский. Локк узнал о наркозависимости Чарли. Спасшиеся разделились на два лагеря — часть решила уйти в пещеры, другие остались на берегу. Сун вспоминала свои напряженные отношения с Джином перед полётом.              |            |                                                                                             |                | |                 |                  |                     |
| 7 | 7          | «The Moth» «Мотылёк»                                                                        | Джек Бендер    | Дженнифер Джонсон, Пол Дини                                                                           | Чарли           | 3 ноября 2004    | 18.73               |
| Локк помог Чарли завязать с героином. Саид пытался вычислить, откуда транслировалось французское послание. Джека завалило в пещере, но ему удалось благополучно выбраться. Чарли вспоминал времена, когда был музыкантом и пристрастился к наркотикам.                          |            |                                                                                             |                | |                 |                  |                     |
| 8 | 8          | «Confidence Man» «Мошенник»                                                                 | Такер Гейтс    | Деймон Линделоф                                                                                       | Сойер           | 10 ноября 2004   | 18.44               |
| Саид применил к Сойеру пытки, чтобы тот вернул лекарства Шеннон. Чарли уговаривал Клер перебраться в пещеры. Сойер вспоминал свою старую аферу, которую отменил в последний момент.                                                                                             |            |                                                                                             |                | |                 |                  |                     |
| 9 | 9          | «Solitary» «Уединение»                                                                      | Грег Яйтанс    | Дэвид Фьюри                                                                                           | Саид            | 17 ноября 2004   | 17.64               |
| Француженка пленила Саида и многое рассказала ему об острове. Хёрли нашёл клюшки для гольфа и устроил турнир. Саид вспоминал, как допрашивал подругу детства, когда был военным.                                                                                                |            |                                                                                             |                | |                 |                  |                     |
| 10 | 10         | «Raised by Another» «Взращённый другим»                                                     | Марита Грабяк  | Линн Э. Литт                                                                                          | Клер            | 1 декабря 2004   | 17.15               |
| Ночные кошмары убедили Клер, что ей и ребенку угрожает опасность. Херли провёл в лагере перепись населения и обнаружил лишнего человека, которого не было в списке пассажиров. Клер вспоминала, как посещала медиума.                                                           |            |                                                                                             |                | |                 |                  |                     |
| 11 | 11         | «All the Best Cowboys Have Daddy Issues» «У всех лучших ковбоев были проблемы с родителями» | Стивен Уильямс | Хавьер Грилло-Марксуа                                                                                 | Джек            | 8 декабря 2004   | 18.88               |
| Другие похитили Клер и Чарли, и несколько их товарищей отправились им на помощь. Локк и Бун нашли в лесу подземный бункер. Джек вспоминал, как окончилась карьера его отца. |            |                                                                                             |                | |                 |                  |                     |
| 12 | 12         | «Whatever the Case May Be» «Что бы в этом кейсе ни было»                                    | Джек Бендер    | Деймон Линделоф, Дженнифер Джонсон                                                                    | Кейт            | 5 января 2005    | 21.59               |
| Сойер и Кейт нашли металлический кейс. Роуз утешала Чарли, переживающего из-за Клер. Саид попросил Шеннон помочь ему с переводом карт Руссо. Кейт вспоминала ограбление банка.                                                                                                  |            |                                                                                             |                | |                 |                  |                     |
| 13 | 13         | «Hearts and Minds» «Сердцем и разумом»                                                      | Род Холкомб    | Карлтон Кьюз, Хавьер Грилло-Марксуа                                                                   | Бун             | 12 января 2005   | 20.81               |
| Локк дал Буну наркотик, после чего тому явилось видение о смерти Шеннон. Другие спасшиеся начинали меньше доверять Локку. Бун вспоминал о том, что привело его в Австралию. |            |                                                                                             |                | |                 |                  |                     |
| 14 | 14         | «Special» «Особенный»                                                                       | Грег Яйтанс    | Дэвид Фьюри                                                                                           | Майкл и Уолт    | 19 января 2005   | 19.69               |
| Майкл запретил Уолту общаться с Локком, который учил его метать ножи, и попросил помочь построить плот. Также он вспоминал о том, как забирал Уолта из Австралии. |            |                                                                                             |                | |                 |                  |                     |
| 15 | 15         | «Homecoming» «Возвращение домой»                                                            | Кевин Хукс     | Деймон Линделоф                                                                                       | Чарли           | 9 февраля 2005   | 19.48               |
| В лагерь вернулась Клер. Итан пытался вернуть её к Другим, но ему помешали Чарли, Саид и Джек. Чарли вспоминал свой роман с богатой девушкой. |            |                                                                                             |                | |                 |                  |                     |
| 16 | 16         | «Outlaws» «Вне закона»                                                                      | Джек Бендер    | Дрю Годдард                                                                                           | Сойер           | 16 февраля 2005  | 17.87               |
| Сойер объявил вендетту кабану, который ночью приходил в его палатку. Хёрли попросил Саида успокоить Чарли. Сойер вспоминал, что привело его в Австралию. |            |                                                                                             |                | |                 |                  |                     |
| 17 | 17         | «...In Translation» «В переводе»                                                            | Такер Гейтс    | Хавьер Грилло-Марксуа, Леонард Дик                                                                    | Джин            | 23 февраля 2005  | 19.49               |
| Когда Джина обвинили в поджоге плота, Сун, чтобы уладить это недоразумение, была вынуждена признаться в том, что знает английский. Саид и Шеннон начали испытывать друг к другу романтические чувства. Джин вспоминал времена, когда работал на отца Сун.                       |            |                                                                                             |                | |                 |                  |                     |
| 18 | 18         | «Numbers» «Числа»                                                                           | Дэниэл Аттиас  | Брент Флетчер, Дэвид Фьюри                                                                            | Хёрли           | 2 марта 2005     | 18.85               |
| Увидев на картах француженки повторяющиеся комбинации цифр, Херли ушёл в джунгли, чтобы поговорить с Даниэль. Локк пригласил Клер помочь ему кое в чём. Херли вспоминал безрадостную причину своего приезда в Австралию.                                                        |            |                                                                                             |                | |                 |                  |                     |
| 19 | 19         | «Deus Ex Machina» «Deus Ex Machina»                                                         | Роберт Мэндел  | Карлтон Кьюз, Деймон Линделоф                                                                         | Локк            | 30 марта 2005    | 17.75               |
| Локк и Бун нашли в лесу самолёт нигерийских наркоторговцев. Внутри Бун обнаружил партию героина и рацию, однако, едва установив, связь, упал на землю вместе с самолётом и получил множественные травмы. Локк вспоминал, как отец обманом заставил его пожертвовать свою почку. |            |                                                                                             |                | |                 |                  |                     |
| 20 | 20         | «Do No Harm» «Не навреди»                                                                   | Стивен Уильямс | Джанет Тамаро                                                                                         | Джек            | 6 апреля 2005    | 17.12               |
| Пока Джек безуспешно пытался спасти умирающего Буна, Клер в лесу родила мальчика. Саид назначил Шеннон романтическое свидание на пляже. Джек вспоминал свою свадьбу. |            |                                                                                             |                | |                 |                  |                     |
| 21 | 21         | «The Greater Good» «Лучшая участь»                                                          | Давид Гроссман | Леонард Дик                                                                                           | Саид            | 4 мая 2005       | 17.20               |
| На похоронах Буна Джек избил Локка. Шеннон попросила Саида отомстить за смерть брата, вынудив его сделать выбор между принципами и чувствами к ней. Саид вспоминал причину, по которой приехал в Австралию.                                                                     |            |                                                                                             |                | |                 |                  |                     |
| 22 | 22         | «Born to Run» «Рождённая бежать»                                                            | Такер Гейтс    | Сюжет : Хавьер Грилло-Марксуа Телесценарий : Эдвард Китсис, Адам Хоровиц                              | Кейт            | 11 мая 2005      | 17.10               |
| Когда Майкл слёг с отравлением, подозрение пало на Кейт. Локк показал бункер Саиду и Джеку. Кейт вспоминала печальные обстоятельства, при которых встретилась со своим другом детства.                                                                                          |            |                                                                                             |                | |                 |                  |                     |
| 23 | 23         | «Exodus (Part 1)» «Исход — Часть 1»                                                         | Джек Бендер    | Деймон Линделоф, Карлтон Кьюз                                                                         | разные          | 18 мая 2005      | 18.62               |
| Руссо пришла в лагерь с известием о приближении Других. В результате выжившие решили укрыться в бункере. Майкл и Джин завершили строительство плота. |            |                                                                                             |                | |                 |                  |                     |
| 2425 | 2425       | «Exodus (Part 2)» «Исход — Часть 2»                                                         | Джек Бендер    | Деймон Линделоф, Карлтон Кьюз                                                                         | разные          | 25 мая 2005      | 20.71               |
| Раздобыв динамит, Джек, Кейт, Хёрли и Локк взорвали крышку люка. Даниэль похитила малыша Клер, но Саид и Чарли настигли её и вернули ребёнка. Джин, Сойер, Майкл и Уолт вышли на плоту в океан.                                                                                 |            |                                                                                             |                | |                 |                  |                     |